# Nowe Tory
Nowe Tory – miesięcznik poświęcony tematyce oświatowej, społecznej i antyklerykalnej, wydawany w latach 1906–1914 w Warszawie. Nieoficjalny organ Związku Nauczycielstwa Polskiego
Miesięcznik redagowany był przez jego założyciela Stanisława Kalinowskiego i publikowano w nim artykuły z pedagogiki ogólnej, spraw szkolnych i sprawozdania z działalności Związku Nauczycielstwa Polskiego. „Nowe Tory” domagały się także demokratyzacji szkoły i laicyzacji nauczania. Zwalczały przejawy klerykalizmu i nacjonalizmu w polskim szkolnictwie.